# Bomal (Ramillies)
Bomal is een dorp in de Belgische provincie Waals-Brabant en een deelgemeente van Ramillies. Het dorp wordt ook wel Bomal-lez-Jodoigne genoemd, naar zijn ligging nabij Geldenaken (Jodoigne), ter onderscheid met het gelijknamige Bomal-sur-Ourthe in de provincie Luxemburg. Bomal ligt aan de Grote Gete.

## Geschiedenis
Op de Ferrariskaart uit de jaren 1770 staat de plaats weergegeven als het dorp Bommal. Net ten noorden toont de kaart het gehucht Bommalette, ten zuiden het gehucht Aleux. Bomelette vormde een aparte heerlijkheid. Laloux in het zuiden behoorde tot het Luik en ging bij het ontstaan van de gemeenten naar de gemeente Mont-Saint-André.
Bomal was een zelfstandige gemeente tot 1971, toen het met de gemeente Mont-Saint-André en Geest-Gérompont-Petit-Rosière werd verenigd in fusiegemeente Gérompont. Die gemeente werd in 1977 al opgeheven en bij Ramillies gevoegd.

## Bezienswaardigheden
- De Onze-Lieve-Vrouw van de Rozenkranskerk (Église Notre-Dame du Rosaire), gebouwd in 1768-1769 op de plaats van een ouder gebedshuis waarvan de vierkante romaanse toren uit 11e-12e eeuw behouden bleef.
- De pastorie, een gebouw uit 1571 en in gebruik kwam als pastorie vanaf 1770.
- De Ferme de la Tourette (of Ferme de Bomal), een gesloten vierkantshoeve met gebouwen uit de 17e, 18e et 19e eeuw.
- Het vroegere gemeentehuis van Bomal uit 1856.
- De Moulin de Grognard, is een bovenslagmolen op de Grote Gete, met gebouwen uit 1679, die reeds vernoemd werd in de 13e eeuw.

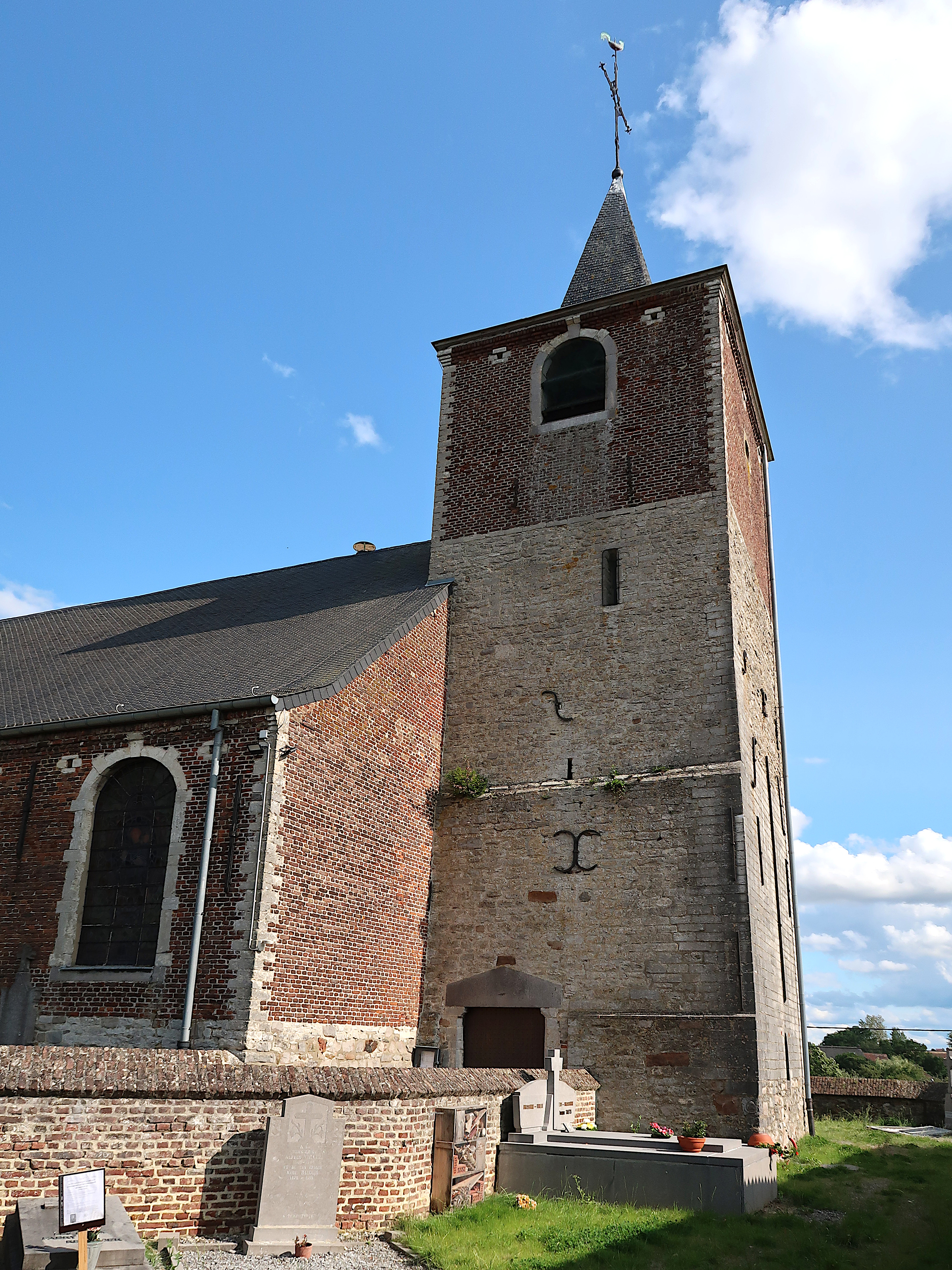
Eglise Notre-Dame du Rosaire
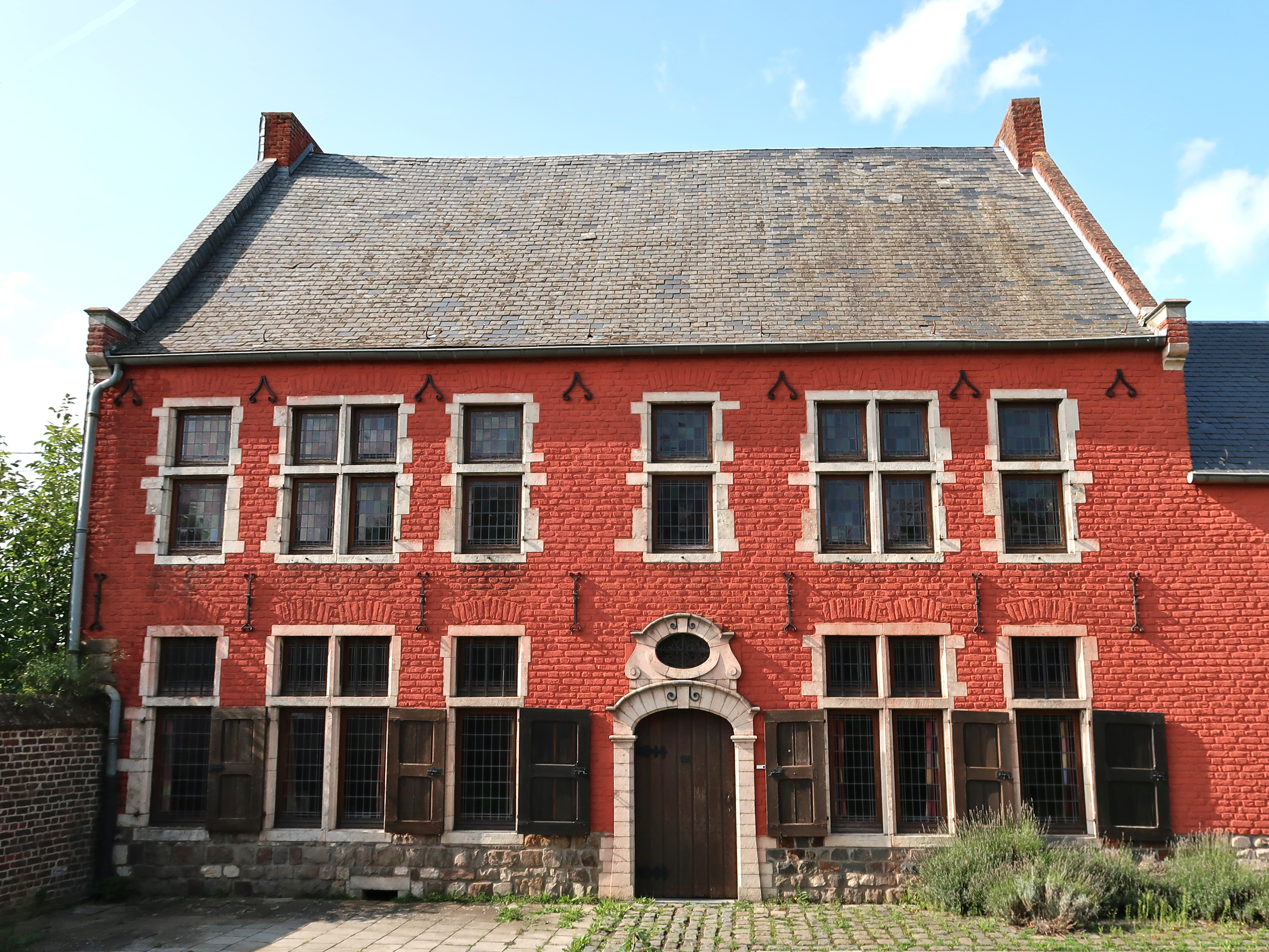
De pastorie van Bomal
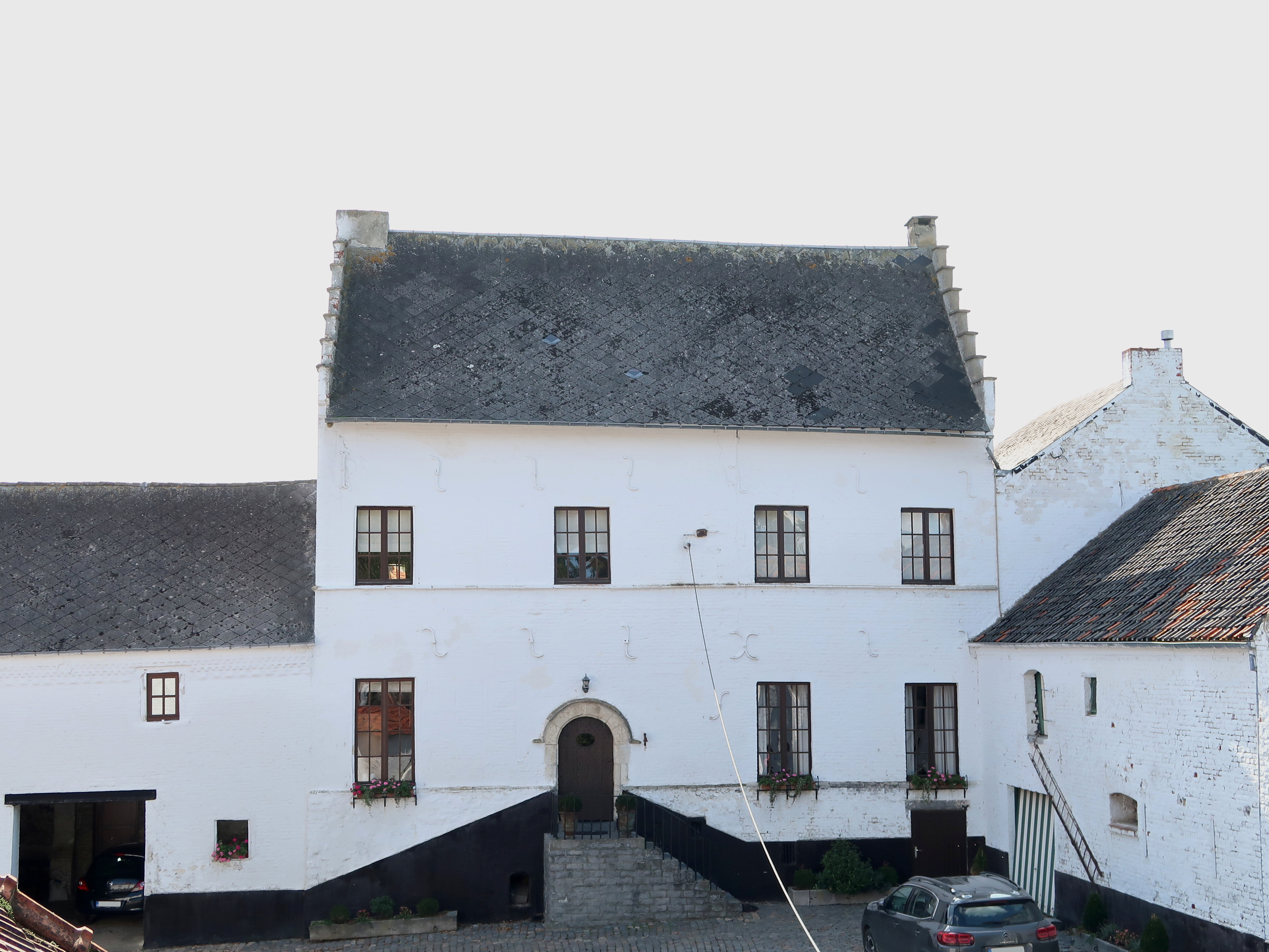
Hoeve van la Tourette
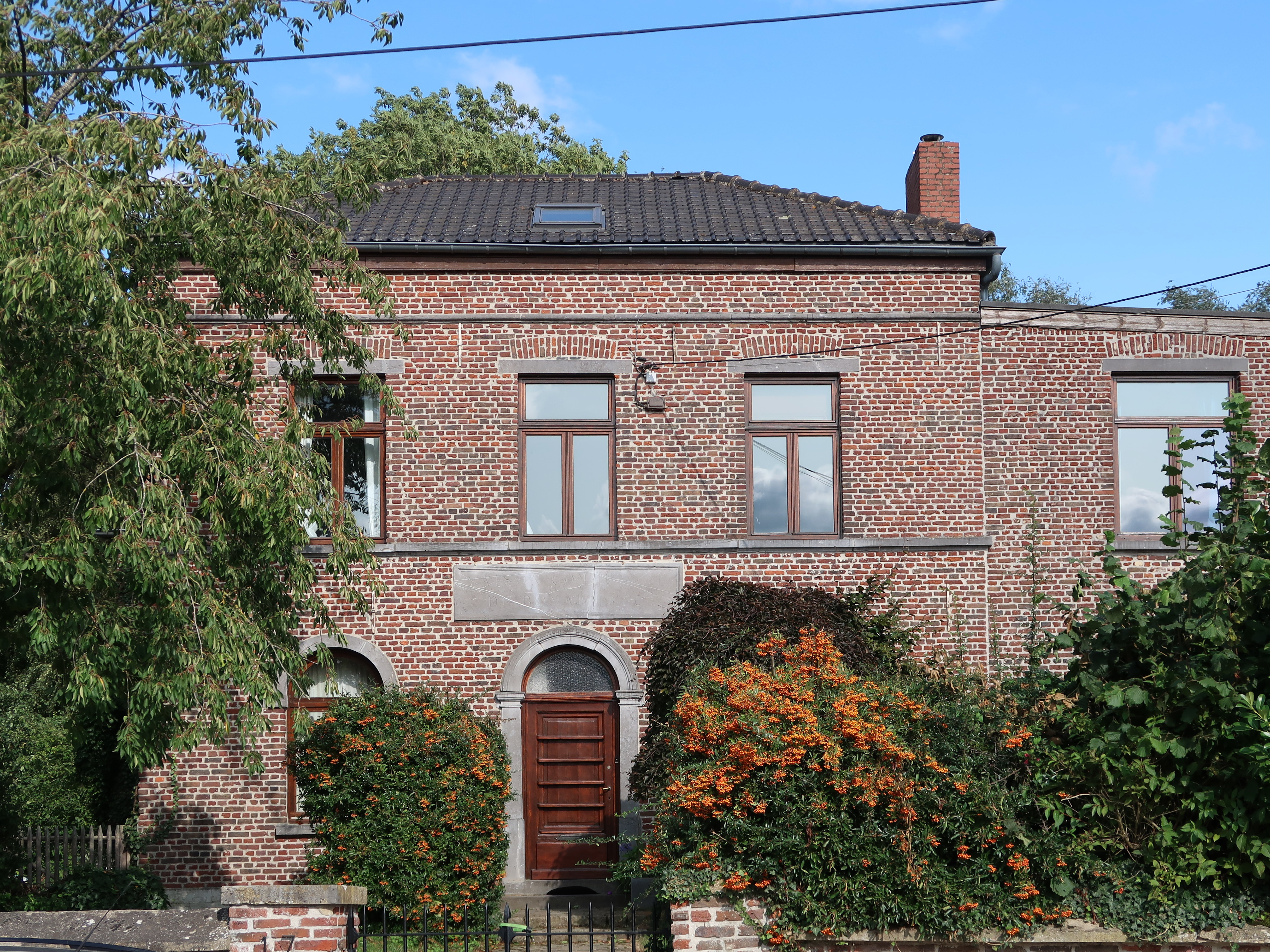
Het vroegere gemeentehuis van Bomal

## Natuur en landschap
De hoogte aan de kerk is 124 meter.

## Demografische ontwikkeling
- Bronnen:NIS, Opm:1831 tot en met 1961=volkstellingen

## Nabijgelegen kernen
Glimes, Mont-Saint-André, Offus, Autre-Église, Huppaye
Deelgemeenten: Autre-Église · Bomal · Geest-Gérompont-Petit-Rosière · Grand-Rosière-Hottomont · Huppaye · Mont-Saint-André · Ramillies-Offus

Overige dorpen en gehuchten: Geest-Gérompont · Gérompont · Grand-Rosière · Hédenge · Hottomont · Molembais-Saint-Pierre · Offus · Petit-Rosière

Belgische gemeenten · Arrondissement Nijvel · Waals-Brabant · Wallonië